# فاطمه جهانگرد
فاطمه جهانگرد شاعر کرمانی متخلص به «جهان کرمانی» (۲۵ مهر ۱۳۲۴- ۲ اردیبهشت ۱۳۸۶)است. وی در کرمان به عنوان یکی از شاعران سرشناس شهرت دارد و اشعارش در قالب غزل و گاه در وصف شهر کرمان سروده شده‌است.
وی تحصیلات خود را در شهر کرمان در دبستان دخترانه فرهمند کرمان، دبیرستان دخترانهٔ کیخسرو شاهرخ و دبیرستان دخترانهٔ بهمنیار کرمان گذراند. دورهٔ تربیت معلم را در دانشسرای مقدماتی کرمان آغاز نمود و بعد از اتمام این دوره در سال ۱۳۴۴ به استخدام آموزش و پرورش کرمان درآمد و در دهستان باغین به تدریس دورهٔ ابتدایی پرداخت و مدتی بعد به دبستان سرآسیاب فرسنگی کرمان منتقل گردید.
جهانگرد سال ۱۳۴۷ به دانشکدهٔ علوم ارتباطات اجتماعی تهران وارد و در تاریخ هیجدهم خرداد ماه ۱۳۵۱ فارغ‌التحصیل شد و به کرمان مراجعت نمود.
اندک زمانی در دبیرستان‌های کرمان به تدریس ادبیات فارسی اشتغال داشت و در همان دوران به عنوان دبیر نمونه کشوری برگزیده شد. پس از چندی به سمت ریاست دبیرستان دخترانهٔ بهمنیار کرمان منصوب گردید.
در سال ۱۳۷۱ در مقطع کارشناسی ارشد ادبیات فارسی، دانشگاه آزاد اسلامی تهران به ادامه تحصیل پرداخت. پس از دو سال (در سال ۱۳۷۳) موفق شد با دفاع از پایان‌نامه کارشناسی ارشد خود در مورد زندگی‌نامه و اشعار بی‌بی حیاتی کرمانی نوشته شده بود، دورهٔ کارشناسی ارشد زبان و ادبیات فارسی را به پایان رساند. تعهد و تعلق وصف ناشدنی وی به شهر و مردم دیارش که همواره مهمترین دغدغه وی بود، عاملی بود تا علاوه بر مسئولیت معلمی، در بسیاری از فعالیت‌های اجتماعی استان نیز شرکتی مؤثر و چشمگیر داشته باشد و همان گونه که خود پا به پای مردان در تمامی عرصه‌ها تلاش می‌نمود، دیگر زنان و شاگردان خود را نیز در جهت مشارکت در فعالیت‌های اجتماعی تشویق می‌نمود.
فاطمه جهانگرد، به علت عدم تشخیص به موقع بیماری و معالجهٔ دیر هنگام در اثر بیماری سرطان در سن ۶۲ سالگی درگذشت و در قطعه بهارستان هنرمندان کرمان به خاک سپرده شد.
در خرداد ۱۳۹۰ شهرداری کرمان فرهنگسرای جهان را به یاد و نام وی افتتاح کرد.